# Kanchanpur (stad)
Kanchanpur is een census town in het district Dhalai van de Indiase staat Tripura. 

## Demografie
Volgens de Indiase volkstelling van 2001 wonen er 7678 mensen in Kanchanpur, waarvan 52% mannelijk en 48% vrouwelijk is. De plaats heeft een alfabetiseringsgraad van 83%. 